# Schließt die Gruft, ihr Trauerglocken
Schließt die Gruft, ihr Trauerglocken (in tedesco, "Chiudete il sepolcro, campane luttuose") BWV Anh 16 è una cantata di Johann Sebastian Bach.

## Storia
Pochissimo si sa di questa cantata. Venne composta per il funerale della duchessa Edvige Eleonora del Merseburgo e fu eseguita il 9 novembre 1735. Il testo della cantata, suddivisa in cinque movimenti, è di Balthasar Hoffmann. La musica, purtroppo, è andata interamente perduta.